# 鄭人碩
鄭人碩（Cheng Jen-Shuo, 1982年12月29日—），台灣男演员。師從台灣名導虞戡平、張作驥，從幕後工作人員做起，並持續堅持他演員的夢想，2015年以電影《醉·生夢死》人碩一角獲得第17屆台北電影獎最佳男配角，並入圍第52屆金馬獎最佳男配角。2017年以《川流之島》勇奪西寧FIRST青年電影展最佳男主角獎，2018年更以迷你劇集《薛丁格的貓》周德鑫一角獲得第23屆亞洲電視大獎最佳男主角，以及電影《角頭2：王者再起》林玉慶一角獲得第20屆台北電影獎最佳男配角，並入圍第55屆金馬獎最佳男配角，2022年以電視電影《我是自願讓他殺了我》周行一角獲得第27屆亞洲電視大獎最佳男主角。

## 個人經歷
鄭人碩曾於2013年在張作驥導演的《暑假作業》演出原住民一角，他為演出該角，不僅將皮膚曬到黝黑，更增肥18公斤以符合角色設定。2015年則更為張作驥電影《醉·生夢死》減重10公斤、扮起牛郎舞男，形象突破之大，助電影勇奪柏林影展勝利柱大獎，而他也因該角提名金馬獎最佳男配角，並榮獲第17屆台北電影獎最佳男配角。
鄭人碩2016年演出詹京霖執導的《川流之島》，在片中飾演一名貨車司機，與他獲獎前作《醉·生夢死》的帥帥舞男角色猶如天壤之別，這次他時而輕佻、時而粗鄙，內心卻深情柔軟，演出狂放精彩，獲得以婁燁率領的中國FIRST西寧青年電影展評審團高度肯定，獲頒最佳演員獎，榮登西寧影帝。
2017年，鄭人碩分別演出陳宏一導演的《自畫像》、王育麟導演的《阿莉芙》，以及賴國安導演的《上岸的魚》，三部作品皆獲金馬獎初選肯定。其中《自畫像》榮獲第10屆西班牙「格拉納達國際影展」最佳影片金獎，《阿莉芙》則入圍第30屆東京國際影展亞洲未來單元。而由他主演的《上岸的魚》，更入圍2017年多倫多國際影展、西班牙聖塞瓦斯蒂安國際電影節、巴西聖保羅國際影展等十餘個重要國際影展，成為該年最為國際影展熟悉的台灣演員。
2018年，鄭人碩在《角頭2：王者再起》飾演「慶哥」一角，該片不僅狂賣1.27億台幣票房，穩居台灣電影2018年票房冠軍，鄭人碩自此成為台灣最MAN男性的代表，更獲譽「台灣最具荷爾蒙的男星」。鄭人碩並以片中演出勇奪台北電影獎最佳男配角，並提名第55屆金馬獎最佳男配角獎。
鄭人碩以《角頭2：王者再起》及《人面魚：紅衣小女孩外傳》 兩片，榮膺2018年票房最高演員。2019年，鄭人碩更以民視迷你劇集《薛丁格的貓》勇奪亞洲電視大獎最佳男主角，其後演出賀歲片《寒單》。

## 戲劇演出

### 上映電影
| 年份 | 片名                       | 角色             | 導演           |
| 2012 | 《暑假作業》               | 人碩             | 張作驥         |
| 2015 | 《醉·生夢死》              | 仁碩             | 張作驥         |
| 2017 | 《自畫像》                 | 張耀州           | 陳宏一         |
| 2017 | 《阿莉芙》                 | 正哲             | 王育麟         |
| 2017 | 《上岸的魚》               | 張浩騰           | 賴國安         |
| 2018 | 《角頭2：王者再起》        | 林玉慶(阿慶)     | 顏正國         |
| 2018 | 《人面魚：紅衣小女孩外傳》 | 虎爺乩身- 林志成 | 莊絢維         |
| 2018 | 《憨嘉》                   | 高宏嘉           | 李鼎           |
| 2019 | 《寒單》                   | 阿義             | 黃朝亮         |
| 2019 | 《灼人秘密》               | 妮娜助理         | 趙德胤         |
| 2019 | 《那個我最親愛的陌生人》   | 兄弟             | 張作驥         |
| 2020 | 《海霧》                   | 船員- 阿泰       | 錢人豪         |
| 2020 | 《親愛的殺手》             | 六               | 賴孟傑         |
| 2020 | 《父子拳王》               | 生               | 姜瑞智、高偉倫 |
| 2020 | 《同學麥娜絲》             | 電風(陳典鋒)     | 黃信堯         |
| 2021 | 《角頭—浪流連》            | 林玉慶(阿慶)     | 姜瑞智         |
| 2021 | 《靈語》                   | 黃明城           | 蘇皇銘         |
| 2023 | 《他馬克老闆》             | 傑克             | 瞿友寧         |
| 2023 | 《五月雪》                 | 福建仔           | 張吉安         |
| 2024 | 《好想和你在一起》         |                  | 胡皓翔         |
| 2024 | 《》                       |                  | 洪伯豪         |
| 2024 | 《角頭—大橋頭》            | 林玉慶(阿慶)     | 姜瑞智         |
| 2025 | 《啵me之我的青春住了鬼》   |                  | 陳大璞         |
| 2025 | 《角頭—鬥陣欸》            | 林玉慶(阿慶)     | 姜瑞智         |
| 待定 | 《首部曲：火焚之軀》       | 郭保             | 魏德聖         |
| 待定 | 《二部曲：鯨骨之海》       | 郭保             | 魏德聖         |
| 待定 | 《三部曲：應許之地》       | 郭保             | 魏德聖         |

### 電視電影 / 網路電影
| 年份 | 頻道                | 片名                         | 角色         | 導演   |
| 2009 |                     | 兄弟                         |              | 張作驥 |
| 2009 | 他與她之間          |                              |              | 張作驥 |
| 2009 | 情書                |                              |              | 張作驥 |
| 2009 | 開往荒島的慢船      |                              |              | 張作驥 |
| 2013 | 公視                | 公視人生劇展－希望之鑽       |              | 趙自強 |
| 2016 | 中視                | 川流之島                     | 王志豪       | 詹京霖 |
| 2017 | 公視                | 公視人生劇展－AR盜夢事件     | 白智凱       | 陳偉   |
| 2018 | 公視                | 公視學生劇展－天台上的魔術師 | 林飛隆       | 馬曉輝 |
| 2022 | 衛視電影台、Disney+ | 我是自願讓他殺了我           | 周行         | 詹淳皓 |
| 2022 | 公視                | 公視人生劇展－狗仔杜賓       | 杜賓(杜文彬) | 李彥旻 |

### 微電影 / 短片
| 年份 | 片名                                | 角色       | 導演                    |
| 2009 | 老王打我                            | 陳立業     | 鄭宇軒                  |
| 2009 | 暗湧                                | 軍人       | 傅天余                  |
| 2010 | 10+10- 穿過黑暗的火花               | 演員       | 張作驥                  |
| 2012 | 愛在思念中                          | 演員       | 張作驥                  |
| 2016 | 活血                                |            | Olivier Marceny（馬森） |
| 2020 | 「76号恐怖書店之恐懼罐頭」-《飢餓》 | 大頭       | 莊絢維                  |
| 2021 | 《著迷》                            | 電影院經理 | 殷振豪                  |

### 劇集
| 年份 | 頻道               | 劇名                       | 角色           |
| 2004 | 八大第一           | 第一劇場 暗夜鬼敲門        | 王明華         |
| 2004 | 民視               | 關鍵時刻 血手印            | 莊英俊         |
| 2004 | 民視               | 台灣奇案 通霄謀殺          | 阿富           |
| 2004 | 民視               | 台灣奇案 苑裡龍鳳寶瓶      | 江老實、朱天留 |
| 2004 | 民視               | 紅色女人花別戀             | 黎明翔         |
| 2004 | 民視               | 新玫瑰瞳鈴眼 迷失的鳳凰    | 高仁傑         |
| 2005 | 民視               | 關鍵時刻 阿爸的眼淚        | 宋明峰         |
| 2005 | 民視               | 關鍵時刻 催眠              | 林群鋒、張天德 |
| 2005 | 民視               | 藍色水玲瓏 瘋女二十年      | 關平           |
| 2005 | 民視               | 藍色水玲瓏 鬼吻            | 金明坤         |
| 2005 | 民視               | 藍色水玲瓏 驚婚記          | 劉至龍         |
| 2005 | 三立台灣           | 戲說台灣 冤家石            | 林進明         |
| 2005 | 三立台灣           | 戲說台灣 旗山九蓮姑        | 陳英峰         |
| 2015 | 台視、東森綜合台   | 我的30定律                 | 杜醫師         |
| 2016 | LiTV 線上影視      | 姊妹們，上                 | 棒球隊教練     |
| 2016 | 三立台灣台         | 紫色大稻埕                 | 石銘           |
| 2016 | 大愛電視台         | 長情劇展- 鑼聲若響         | 阿龍           |
| 2017 | 中視               | 這些年那些事               | 阿雄           |
| 2017 | 民視               | 外鄉女- 第三單元: 第三力量 | 葉錦堂         |
| 2017 | YouTube            | 私室                       | 趙子喬         |
| 2018 | 民視               | 薛丁格的貓                 | 周德鑫         |
| 2018 | 公視               | 雙城故事                   | 小朱           |
| 2019 | 民視               | 鏡子森林                   | 王得威         |
| 2020 | Netflix            | 誰是被害者                 | 莊秉耀\莊秉榮  |
| 2020 | 騰訊               | 摩天大樓                   | 林大森         |
| 2021 | 八大戲劇台         | 她們創業的那些鳥事         | 雷震宇         |
| 2021 | 愛奇藝、緯來電影台 | 逆局                       | 曹萬年         |
| 2023 | 愛奇藝、八大戲劇台 | 不良執念清除師             | 人行道爸爸     |
| 2023 | 公視、三立都會台   | 地獄里長                   | 溫為仁         |
| 2024 | TVBS歡樂台         | 味盡緣                     | 程文福         |
| 2025 | Netflix            | 回魂計                     |                |
| 2025 |                    | 1+1≠愛                     |                |
| 2026 |                    | 我們的藍調時光             |                |

### 音樂錄影帶
| 年份 | 歌名               | 歌手                         | 備註                     |
| 2016 | 不能再愛你         | 小男孩樂團                   | One Thing                |
| 2018 | 愛我你會死2018     | 草屯囝仔                     | 愛我你會死2018           |
| 2019 | 拳力以父           | 李宇春                       | 電影《拳力以父》公益MV   |
| 2020 | 漏電的插頭         | 施名帥、鄭人碩、劉冠廷、納豆 | 電影《同學麥娜絲》宣傳曲 |
| 2022 | 沒注意到你在流眼淚 | 影子計劃                     |                          |
| 2024 | 懦弱               | TRASH樂團                    |                          |
| 2024 | 白目               | 羅文裕 Feat.草屯囝仔         |                          |

## 主持節目
| 年份 | 頻道    | 節目名稱 | 備註       |
| 2022 | LINE TV | 紳士任務 | 搭檔王陽明 |

## 幕後工作
| 年份 | 類型           | 片名      | 職務     | 導演   |
| 2013 | 上映電影       | 暑假作業  | 執行製片 | 張作驥 |
| 2014 | 電視電影       | 抱一下    | 製片     | 何昕明 |
| 2015 | 上映電影       | 234說愛你 | 執行製片 | 張瑋真 |
| 2015 | 上映電影       | 醉·生夢死 | 前期製片 | 張作驥 |
| 2020 | 公共電視紀錄片 | 匠新匠心  | 配音     |        |

## 廣告代言
| 年份   | 廣告       | 備註     |
| 2020年 | 少年猛將傳 | 手機遊戲 |

## 音樂作品
| 年份   | 歌手                          | 歌曲       | 備註                     |
| 2020年 | 施名帥、鄭人碩 、劉冠廷、納豆 | 漏電的插頭 | 電影《同學麥娜絲》宣傳曲 |

## 獎項紀錄
| 年份 | 頒獎典禮                   | 獎項                     | 入圍               | 結果 |
| 2015 | 第17屆 台北電影節          | 最佳男配角               | 醉·生夢死          | 獲獎 |
| 2015 | 第52屆 金馬獎              | 最佳男配角               | 醉·生夢死          | 提名 |
| 2016 | 第10屆 亞洲電影大獎        | 最佳男配角               | 醉·生夢死          | 提名 |
| 2016 | 第51屆 金鐘獎              | 戲劇節目男配角           | 紫色大稻埕         | 提名 |
| 2016 | 第51屆 金鐘獎              | 迷你劇集／電視電影男主角 | 川流之島           | 提名 |
| 2017 | 第19屆 台北電影節          | 最佳男主角               | 川流之島           | 提名 |
| 2017 | 第11屆 FIRST西寧青年電影展 | 最佳演員                 | 川流之島           | 獲獎 |
| 2018 | 第20屆 台北電影節          | 最佳男配角               | 角頭2：王者再起    | 獲獎 |
| 2018 | 第55屆 金馬獎              | 最佳男配角               | 角頭2：王者再起    | 提名 |
| 2019 | 第23屆 亞洲電視大獎        | 最佳男主角               | 薛丁格的貓         | 獲獎 |
| 2019 | 東京國際短片節             | 亞洲競賽單元最佳男演員   | 天台上的魔術師     | 獲獎 |
| 2019 | 第21屆 台北電影節          | 最佳男主角               | 寒單               | 提名 |
| 2020 | 109年台北市模範勞工獎      | 職業勞工組模範勞工       | {{{1}}}            | 獲獎 |
| 2020 | 第57屆 金馬獎              | 最佳男配角               | 同學麥娜絲         | 提名 |
| 2021 | 第2屆台灣影評人協會獎      | 最佳男演員               | 同學麥娜絲         | 提名 |
| 2021 | 第12屆青年電影手冊年度盛典 | 年度男配角               | 同學麥娜絲         | 提名 |
| 2021 | 第58屆 金馬獎              | 最佳男主角               | 角頭—浪流連        | 提名 |
| 2022 | 第3屆ContentAsia Awards    | 最佳男主角               | 我是自願讓他殺了我 | 獲獎 |
| 2022 | 第27屆 亞洲電視大獎        | 最佳男主角               | 我是自願讓他殺了我 | 獲獎 |

## 新聞資料
- 台北電影獎／鄭人碩奪最佳男配角　「男男熱吻」黃尚禾.ETtoday新聞雲 （页面存档备份，存于）
- 2015台北電影獎得獎名單.中央社.2015-07-18 （页面存档备份，存于）
- 台北電影獎得獎名單揭曉 《醉‧生夢死》勇奪百萬首獎等六大獎.2015 台北電影節.2015-07-18
- 鄭人碩黃尚禾慶功 「同志聖地」喇舌.自由時報.2015-07-19（页面存档备份，存于）
- 張作驥《醉•生夢死》男男微勃 百萬獎金1毛領不到.蘋果日報.2015-07-20（页面存档备份，存于）
- 張作驥醉惡發酵 入監前拆散兩愛侶.自由時報.2015-06-21（页面存档备份，存于）

## 外部連結
- 鄭人碩的新浪微博
- 鄭人碩的Facebook專頁
- 鄭人碩的Instagram帳戶
- 鄭人碩在香港影庫上的簡介
- 鄭人碩在台灣電影網上的資料（繁體中文）